# La mano sinistra di Dio (film)
La mano sinistra di Dio (The Left Hand of God) è un film del 1955 diretto da Edward Dmytryk, tratto da un romanzo di William E. Barrett.

## Trama
Nel 1947, il prete cattolico padre O'Shea (Humphrey Bogart) si reca in una remota missione in Cina per sostituire un prete che è stato ucciso lì. Incontra il dottor David Sigman (E.G. Marshall) con sua moglie Beryl (Agnes Moorehead), e l'infermiera Anne Scott (Gene Tierney), gli unici residenti occidentali. Gestiscono un ospedale per gli abitanti dei villaggi circostanti, in un momento in cui i signori della guerra e i comunisti concorrenti sono impegnati nella guerra civile.
O'Shea tiene il suo primo sermone domenicale, sia in inglese che in cinese per i suoi parrocchiani. Il suo lavoro tra di loro e il suo rispetto per le usanze locali gli fanno presto guadagnare il loro rispetto.
Anne si sente a disagio perché è attratta dal prete, così Beryl suggerisce al marito di rimandare Anne negli Stati Uniti, ma lui rifiuta, avendo bisogno di lei in ospedale. Beryl suggerisce a O'Shea di consultare il reverendo Martin, un ministro protestante di un'altra missione statunitense, per un consiglio, e lui è d'accordo.
Quando O'Shea incontra Martin (Robert Burton), fa una confessione sorprendente e non richiesta: dice di non essere un prete cattolico, ma Jim Carmody, un pilota americano che aveva trasportato rifornimenti sull'Hump durante la seconda guerra mondiale. Dopo essersi schiantato, è stato salvato da un signore della guerra locale, il generale Yang (Lee J. Cobb), diventando il suo fidato secondo in comando, ma anche suo prigioniero. Quando uno dei soldati di Yang uccise il vero padre O'Shea, Carmody disertò e decise di prendere il posto del prete ucciso. Dopo aver raccontato la sua storia a Martin, Carmody scrive un resoconto completo al vescovo cattolico.
Il generale Yang rintraccia Carmody, portando un esercito e insistendo che Carmody riprenda a servirlo. Carmody propone di risolvere la questione con il loro consueto gioco di dadi, scommettendo cinque anni di fedele servizio contro la sua libertà e la sicurezza degli abitanti del villaggio. Dopo che Yang perde, costringe Carmody a giocare di nuovo, questa volta per il futuro della missione protestante. Quando perde di nuovo, Yang si rassegna a perpetuare il mito di Padre O'Shea, che è abbastanza santo da mettere da parte un potente signore della guerra.
Prima che Carmody lasci la missione, dice ad Anne la verità.